# Honda Model B
Het Honda Model B was een prototype van een triporteur van Honda.
Na het succes van het Honda Model A-clip-on motortje dat binnen twee jaar 60% van de Japanse markt had veroverd, besloot Soichiro Honda in 1948 het motortje in te zetten voor de aandrijving van een lichte transportdriewieler (triporteur). Samen met zijn ingenieur Kiyoshi Kawashima maakte hij de tekeningen en ze vergrootten het oorspronkelijke 50cc-tweetaktmotortje tot 90 cc om voldoende vermogen te genereren. 
Honda had echter nog geen productielijn voor chassis, zelfs niet voor frames, en daarom moest de bouw van het chassis worden uitbesteed. Toen het eerste prototype klaar was bleek de machine instabiel. Toch waren het niet alleen de slechte rijeigenschappen die directeur Honda tegen de borst stootten. Ook het feit dat niet de hele productie in eigen huis kon worden gedaan beviel hem niet en hij besloot het project te beëindigen. Het motortje werd later (nog iets vergroot tot 98 cc) gebruikt voor het Model C. 